# The Buddy System
The Buddy System (en español El Amiguismo) es el octavo capítulo de la primera temporada de la serie de televisión estadounidense Men in Trees.

## Trama
Marin trata de ayudar Patrick con su relación con su padre, pero las cosas salen mal cuando Celia revela que ellos están realmente relacionados. Marin y Annie van a un salón de belleza donde a Marin le cortan el cabello. Sara comienza a estar nerviosa acerca de tomar su examen del SME de como ella piensa acerca del futuro. Marin y Jack se dirigen a la montaña en busca de amigos que han sido atrapados por una avalancha causada por temblores secundarios de terremoto.
- Datos: Q6144191